# Alexandra Perper
Alexandra Perper (* 29. Juli 1991) ist eine ehemalige moldauische Tennisspielerin.

## Karriere
Perper begann mit sieben Jahren das Tennisspielen und bevorzugt Sandplätze. Sie spielte vor allem Turniere der ITF Women’s World Tennis Tour, wo sie vier Titel im Einzel und sieben im Doppel gewinnen konnte.
In den Jahren 2010, 2015 und 2017 trat sie für die Moldauische Billie-Jean-King-Cup-Mannschaft an. Dort hat sie bei drei Nominierungen bei fünf Einzeln und sieben Doppel eine Bilanz von sieben Siegen und fünf Niederlagen.

### College Tennis
2010 bis 2014 spielte sie für das Damentennisteam der Bulldogs  der Mississippi State University.

## Turniersiege

### Einzel
| Nr. | Datum            | Turnier | Kategorie   | Belag | Finalgegnerin     | Ergebnis       |
| --- | ---------------- | ------- | ----------- | ----- | ----------------- | -------------- |
| 1.  | 22. Mai 2016     | Galați  | ITF $10.000 | Sand  | Miriam Bulgaru    | 6:2, 1:6, 7:65 |
| 2.  | 5. Juni 2016     | Galați  | ITF $10.000 | Sand  | Irina Fetecău     | 6:2, 7:64      |
| 3.  | 10. Juli 2016    | Iași    | ITF $10.000 | Sand  | Giorgia Marchetti | 6:3, 6:0       |
| 4.  | 18. Februar 2018 | Manacor | ITF $15.000 | Sand  | Naho Satō         | 6:1, 7:5       |

### Doppel
| Nr. | Datum             | Turnier     | Kategorie   | Belag     | Partnerin            | Finalgegnerinnen                           | Ergebnis           |
| --- | ----------------- | ----------- | ----------- | --------- | -------------------- | ------------------------------------------ | ------------------ |
| 1.  | 30. Mai 2015      | Galați      | ITF $10.000 | Sand      | Daniela Ciobanu      | Charlotte Klasen Anna-Giulia Remondina     | 6:2, 34:6, [12:10] |
| 2.  | 19. Dezember 2015 | El-Kantaoui | ITF $10.000 | Hartplatz | Darja Tscharnjazowa  | Isabella Schinikowa Francesca Stephenson   | 6:4, 4:6, [10:7]   |
| 3.  | 30. Januar 2016   | Hammamet    | ITF $10.000 | Sand      | Nika Kuchartschuk    | Anastasia Grymalska Ilona Kramen           | 6:3, 7:5           |
| 4.  | 28. Mai 2016      | Galați      | ITF $10.000 | Sand      | Anastasia Vdovenco   | Maria Fernanda Alves Guadalupe Pérez Rojas | 6:3, 6:3           |
| 5.  | 4. Juni 2016      | Galați      | ITF $10.000 | Sand      | Ioana Loredana Roșca | Cristina Adamescu Oana Georgeta Simion     | 6:3, 6:4           |
| 6.  | 30. Juli 2016     | Târgu Jiu   | ITF $10.000 | Sand      | Anastasia Vdovenco   | Quinn Gleason Melissa Kopinski             | 1:6, 6:2, [10:8]   |
| 7.  | 1. Juli 2017      | Bukarest    | ITF $15.000 | Sand      | Cristina Ene         | Elena Bogdan Miriam Bianca Bulgaru         | 4:6, 6:3, [10:4]   |

## Privates
Alexandra ist die Tochter von Mihail Perper und Elena Berdes. Sie besuchte das ORT Technology Lyceum in Chișinău.